# Cees Geel
Cornelis Pieter (Cees) Geel (Schagen, 13 maart 1965) is een Nederlands acteur, stemacteur en praatprogramma-presentator.

## Loopbaan
Hoewel hij al jaren rollen vertolkte kreeg hij grotere nationale bekendheid met zijn hoofdrol in de Oscar-inzending Simon. Als gevolg hiervan is hij regelmatig op televisie te zien en deed hij mee aan de Talpa-serie Samen. Hij was ook zogenaamd 'deskundoloog' bij De slimste en presentator van Het Land van Maas en Geel.
Tevens speelde Geel in 2004, naast Ali Çifteci, de hoofdrol in Gharb, een toneelvoorstelling van Cyrus Frisch, die zich volledig in complete duisternis afspeelt. Deze voorstelling is behalve in Nederland ook in Wenen, Londen en Maubeuge gespeeld. Het Britse weekblad The Stage schreef over Gharb: 'A short, sharp blast of a play. An intimacy that is almost too much too bear. About as effective as studio theatre can be. With a power and intensity that has to be seen - or, in this case, not seen - to be believed.' In de film De scheepsjongens van Bontekoe, de verfilming van het boek, heeft Geel een van de hoofdrollen naast Thomas Acda en Chris Zegers.
In 2007 ging Geel voor Greenpeace naar Indonesië om op Sumatra aandacht voor de vernietiging van de oerwouden te vragen. Hij was in 2009, 2011 en 2012 te zien in films die deel uitmaken van de reeks Mijn vader is een detective!, als de onhandige detective Max.
Bij gelegenheid van de officiële viering van het tienjarig bestaan van het Veteraneninstituut op 22 september 2010 speelde Geel in het Officierscasino in Soesterberg voor de eerste maal Af: een veteranenmonoloog. Geel speelde hierin de Srebrenica-veteraan Ben Verbrug. De eenakter werd geschreven door theatermaker Kees van der Zwaard (regie Ruud Hendriks).
In 2009 verzorgde Geel de stem van Harry Flynn in de Nederlandstalige uitvoering van het spel Uncharted 2: Among Thieves.
Tussen 2003 en 2005 was Geel de stem van P18+, 2012 en 2017 de stem van RTL 5, waarbij hij de programmapromo's insprak en programma's aankondigde. Vanaf 2019 is hij te zien in de Praxis commercials.

## Rollen

### Filmografie
- Richting Engeland (1993) - Medeleerling
- Toen Tom hoorde dat hij dood was (1998)
- De trip van Teetje (1998) - Theo "Teetje" van Nierhof
- Man op de maan (korte film, 2000) - Jos
- De zwarte meteoor (2000) - Tonnie Hootweer
- Anne Frank: The Whole Story (2001) - Willem van Maaren
- Oesters van Nam Kee (2002) - Kapper
- Afrekenen (korte film, 2002) - Motoragent
- 3 musketiers (videofilm, 2003) - Porthos
- Bezet (korte film, 2004) - Rol onbekend
- Simon (2004) - Simon Cohen
- 06/05 (2004) - Politieagent
- Vet hard (2005) - Lars Meuleman
- Deuce Bigalow: European Gigolo (2005) - Portier bij Manwhore Union
- Het woeden der gehele wereld (2006) - Joost Vroom
- SEXtet (2007) - Wim
- De scheepsjongens van Bontekoe (2007) - Koopman
- Zomerhitte (2008) - lijfwacht 'de Lange'
- Niko en de Vliegende Brigade (2008) - zwarte wolf (stem)
- Mijn vader is een detective: Het geheimzinnige forteiland (2009) - detective Max
- De Hel van '63 (2009) - opperwachtmeester Hoeks
- Mijn vader is een detective: De wet van 3 (2011) - detective Max
- Mijn vader is een detective: The Battle (2012) - detective Max
- Viskom (korte film, 2014)
- Homies (2015)
- Schone handen (2015)
- De Boskampi's (2015) - Maffiabaas in 'Son of Don'
- Jack bestelt een broertje (2015) - Menzo
- Familieweekend (2016) - Wesley
- Klein IJstijd (2017) - Bertus
- Boeien! (2022) - Kapitein Hartman
- Ome Cor (2022) - Hoofd uitsmijter
- Malika (korte film, 2023) - Coach Gero
- Leeuwin (2023) - Henry

### Televisie
- En route (televisiefilm, 1994) - Autoverhuurder
- Achilles en het zebrapad (televisiefilm, 1995) - Bloemenman
- Baantjer - Freek Maassen (afl. De Cock en de moord op de Wallen, 1996)
- Flodder - Bert Kluizinga (afl. Gijzeling, 1997)
- Ivoren wachters (televisiefilm, 1998) - Rol onbekend
- Unit 13 - Toine Verstegen (8 afl., 1998)
- De trip van Teetje (televisiefilm, 1998) - Theo 'Teetje' van Nierhof
- Combat - Hein-Jan Geerlings (afl. Parcours Militair, 1998)
- Baantjer - Frankie de Koning (afl. De Cock en de moord in Club Shirley, 1998)
- Blauw Blauw  - Fred Cremer (afl. Ja ik wil, 1999)
- Man, vrouw, hondje (televisiefilm, 1999) - Vrachtwagenchauffeur
- Suzy Q (televisiefilm, 1999) - Jimmy
- Babes - Buurman Henk (1999)
- Spangen, als Tigo (1999)
- Viva Boer Gerrit (televisiefilm, 2000) - Rol onbekend
- Bureau Kruislaan - Rik de Veer (1992)
- De stilte van het naderen (televisiefilm, 2000) - Sjaak
- Anne Frank: The Whole Story (televisiefilm, 2001) - Wilhelm van Maaren
- Goede tijden, slechte tijden - Detective Matthias Luther (2001-2003)
- De afrekening (televisiefilm, 2002) - Rol onbekend
- Verkeerd verbonden - Roelof Karreman, roepnaam: Roel (afl. onbekend, 2000-2002)
- Hartslag - Koos (afl. De 3 musketiers, 2002)
- Sloophamer (televisiefilm, 2003) - Sjon de Zwaan
- Picture This! (televisiefilm, 2004) - Boris
- Medea (miniserie, 2005) - Beertje
- De Band - Rol onbekend (afl. Verliefd, 2005)
- Meiden van De Wit - Evert Wouda (2004-2005)
- Samen - Kroegbaas Rogier Kuipers (2005-2006)
- IC - Joost Krans (afl. De act, 2006)
- Spoorloos verdwenen - Snaker (afl. De verdwenen actrice, 2006)
- Gooische Vrouwen - Regisseur (afl. 2.05, 2006)
- TopStars (2006) - Manager Henk
- Adriaan - Vader van Adriaan (2007)
- Keyzer & De Boer Advocaten - Leo van Vliet (afl. Campingmoord, 2008)
- Matroesjka's (miniserie, 2008) - pooier (aflevering 8)
- Levenslied - Thomas Besting (2011-2013)
- Laptop (televisiefilm, 2012) - Pico
- Flikken Maastricht - Mart Freeken (2015)
- De jacht (2016) - Fred Loman
- De Ludwigs - Kroes (2016)
- Flikken Rotterdam - Stan Vroom (2016-heden)
- Suspects - David Boomsma (2017)
- Remy en Juliyat - vader van Remy (Bart) (2019)[1]
- Nieuw Zeer - diverse rollen (2020-2024)
- Rampvlucht - Dirk van Os (2022)
- Bennie -  campingeigenaar (2025)

### Radio
- De Moker (NPS, 2010)
- Verschillende rollen in Bommel (NPS, 2008)

### Toneel
- Achter het Huis (2017-nu) - ? - (Hummelinck Stuurman Theaterbureau, regie: Johan Doesburg, een bewerking van het boek Het Achterhuis van Anne Frank door Ilja Leonard Pfeijffer)
- Ventoux (september 2015-2016) - André - (Bos Theaterproducties, regie: George van Houts, een bewerking van het gelijknamige boek van Bert Wagendorp)
- Heren van de thee (oktober 2009 - februari 2010) - Rudolf Kerkhoven (Hummelinck Stuurman Theaterprodukties, regie: Ger Thijs, een bewerking van de gelijknamige bestseller van Hella Haasse)
- Gharb (2004) - tekst en regie: Cyrus Frisch, geproduceerd door Frascati Theaterprodukties.
- De Laatste Dichters (2020) - regie en concept Jörgen Tjon A Fong, geproduceerd door Urban Myth (coproducent ITA).

### Musical
- 3 musketiers, de musical (maart 2003 - januari 2004) - Joop van den Ende Theaterproducties; won hiervoor de John Kraaijkamp Musical Award voor beste mannelijke bijrol
- Hij Gelooft in Mij (november 2012 - 2015) - als Tim Griek

### Stemacteur
- The Simpsons Movie (2007) - Russ Cargill
- Niko en de Vliegende Brigade (2008) - De Zwarte Wolf
- Uncharted 2: Among Thieves (oktober 2009) - Harry Flynn

### Voice-over
- De slechtste chauffeur van Nederland (vanaf seizoen 4)
- De Verhulstjes (vanaf seizoen 1)
- De Frogers: Happy Campers (vanaf seizoen 1)

## Prijzen
- 2003: John Kraaijkamp Musical Award voor Beste Mannelijke Bijrol; Porthos, in de musical 3 musketiers, de musical.
- 2004: Gouden Kalf - beste acteur.
- 2005: Tribeca Film Festival - beste acteur.